# Вулфхерст (Охајо)
Вулфхерст (енгл. Wolfhurst) насељено је место без административног статуса у америчкој савезној држави Охајо.

## Демографија
По попису из 2010. године број становника је 1.239.
| Група             | 2000.    | 2010.         |
| Белци             | 0 (0,0%) | 1.164 (93,9%) |
| Афроамериканци    | 0 (0,0%) | 43 (3,5%)     |
| Азијати           | 0 (0,0%) | 5 (0,4%)      |
| Хиспаноамериканци | 0 (0,0%) | 3 (0,2%)      |
| Укупно            | 0        | 1.239         |